# آخرین دختر
آخرین دختر: داستان اسارت و مبارزه من با داعش یک کتاب زندگی‌نامه از نادیا مراد است که در آن او نحوه اسیر شدن و برده شدن توسط دولت اسلامی در جنگ داخلی عراق را شرح می‌دهد. این کتاب در نهایت منجر به اعطای جایزه صلح نوبل ۲۰۱۸ به وی شد.

## خلاصه
در قسمت اول نادیا مراد در حال بزرگ شدن در روستای ایزدی کوچو، ناحیه سنجار، با مادرش، دو خواهر و هشت برادر بزرگتر است. نادیامراد پیامدهای چندین حادثه و اختلافات مربوط به روستاهای سنی نشین مجاور و حملات تروریستی را که به خاطر داشت، بیان می‌کند. او سپس اشغال کوچو در اوت ۲۰۱۴ توسط دولت اسلامی عراق و شام (داعش) و کشتار جمعی مردان کوچو توسط داعش را شرح می‌دهد. برخی از آنها به کوه‌های سنجار فرار کرده بودند و بقیه به خاطر امتناع از تغییر دین توسط داعش کشته شدند. زنان جوان به عنوان برده‌های جنسی گرفته شدند.
تمام دختران ایزدی بارها مورد تعرض جنسی داعش قرار می‌گیرند. اما تعدادی از آنها از جمله نادیا موفق به فرار می‌شوند. تعدادی هم از جمله برادر زاده کوچک نادیا که او هم به بردگی گرفته شده در زمان فرار از چنگال داعش کشته می‌شوند.

## رهایی
وکیل مراد، امل کلونی، وکیل دادگستری لبنانی-انگلیسی ، پیشگفتار «آخرین دختر» را نوشت.

## بازخوردها
علیا ملک روزنامه‌نگار واشینگتن پست می نویسد که مراد «با خشم قابل درک اما با عشق، برق طنز و وقار می‌نویسد». یان بیرل نویسنده تایمز نوشت که جنا کراجسکی، روزنامه‌نگار آمریکایی نویسنده این کتاب، «صدای لرزان مراد را به خوبی ضبط کرده‌است».